# Alavieska
Alavieska, est une municipalité du centre-ouest de la Finlande, dans la région d'Ostrobotnie du Nord.

## Géographie
Alavieska est une petite commune rurale de la basse vallée de la rivière Kalajoki, coincée entre les villes plus importantes de Kalajoki (la ville étant à 23 km et le port à 35 km) et Ylivieska (15 km). Oulu est distante de 140 km et Helsinki de 530 km.
Le village est traversé par la nationale 27 Kalajoki - Iisalmi.
Outre Kalajoki à l'ouest et Ylivieska à l'est, la municipalité a une frontière avec la commune de Merijärvi au nord.